# 親日人名辭典
親日人名辭典（：／）由大韓民國民間團體親日人名辭典編纂委員會編纂。辭典中收錄了朝鮮日治時期與日本人合作的韓國人。辭典「親日派」的定義，除了日本政策的協力者以外，甚至擴及當時擔任公職的韓國人，因而引發批評。民間團體「國家正常化推進委員會」發表「親北朝鮮人名辭典」，以對抗該辭典。

## 概要
- 2005年8月29日 第1回親日派人名簿發表。收錄3090人。
- 2008年4月29日 第2回親日派人名簿發表。追加1686人。
- 2009年11月8日「親日人名辭典」全3卷刊行。共收錄4389人，其中約20人曾參與抗日運動。[1]

## 書籍情報
- （親日人名辞典編纂委員会） (编), , , 2009, ISBN 9788993741032 （韩语）、ISBN 9788993741049、ISBN 9788993741056

## 脚注
1. ↑  . 產經新聞. 2009-11-08  [2010-02-24]. （原始内容存档于2009-11-11）.